# سفارة تايلاند لدى السعودية
سفارة تايلاند لدى السعودية هي الممثلية الدبلوماسية العليا لدولة تايلاند لدى المملكة العربية السعودية. تقع السفارة في حي السفارات في الرياض.